# Petrocub Hîncești
Fotbal Club Petrocub Hîncești, známý jako Petrocub Hîncești nebo jednoduše Petrocub je moldavský fotbalový klub z Hîncești. Hrají v Super lize, nejvyšší lize Moldavska. Domovským hřištěm klubu je Městský stadion v Hîncești.
V sezóně 2023/24 vyhrál klub titul.

## Soupiska
| Číslo |           | Pozice | Hráč                                            |
| ----- | --------- | ------ | ----------------------------------------------- |
| 1     | Moldavsko | B      | Silviu Șmalenea                                 |
| 4     | Moldavsko | O      | Victor Mudrac                                   |
| 5     | Moldavsko | O      | Cristian Axenti                                 |
| 8     | Moldavsko | Ú      | Dumitru Demian                                  |
| 9     | Moldavsko | Ú      | Vladimir Ambros (kapitán)                       |
| 11    | Moldavsko | O      | Sergiu Platica                                  |
| 16    | Ghana     | B      | Razak Abalora (na hostování z Sheriff Tiraspol) |
| 17    | Ghana     | Z      | David Abagna                                    |
| 19    | Moldavsko | Z      | Mihai Platica                                   |
| 20    | Kamerun   | Z      | Donalio Melachio Douanla                        |
| 21    | Moldavsko | O      | Maxim Potîrniche                                |

| Číslo |           | Pozice | Hráč                                       |
| ----- | --------- | ------ | ------------------------------------------ |
| 23    | Moldavsko | Z      | Mihai Lupan                                |
| 32    | Moldavsko | B      | Dumitru Covali                             |
| 37    | Moldavsko | Z      | Dan Pușcaș                                 |
| 39    | Moldavsko | Z      | Teodor Lungu                               |
| 46    | Moldavsko | O      | Danil Andreiciu                            |
| 66    | Moldavsko | O      | Ion Borș                                   |
| 70    | Ghana     | Ú      | Basit Seidu (na hostování z Al-Hilal Club) |
| 78    | Moldavsko | Ú      | Nicky Cleșcenco                            |
| 90    | Moldavsko | O      | Ion Jardan                                 |
| 94    | Moldavsko | Z      | Corneliu Cotogoi                           |
| 97    | Moldavsko | Ú      | Marius Iosipoi                             |